# Hemigaster samarensis
Hemigaster samarensis är en stekelart som först beskrevs av Ceballos 1923.  Hemigaster samarensis ingår i släktet Hemigaster och familjen brokparasitsteklar. Inga underarter finns listade i Catalogue of Life.